# Барбіон червоноголовий
Барбіон червоноголовий (Buccanodon duchaillui) — вид дятлоподібних птахів родини лібійних (Lybiidae).

## Поширення
Поширений у Центральній Африці від Нігерії до Танзанії. Мешкає у різноманітних лісах та лісистих саванах.

## Спосіб життя
Трапляється поодинці або парами. Їжу шукає на корі дерев та вздовж гілок кущів. Поїдає комах і фрукти. Гніздиться у дуплах. Відкладає 2-3 яйця.